# Universidade Nacional de Educação de Gongju
A Universidade Nacional de Educação de Gongju (GNUE) é uma universidade nacional situada em Gongju, Chungcheong do Sul, Coreia do Sul. Fundada em 1938 com o nome de Escola de Professores de Gongju para Mulheres, a instituição é uma das diversas universidades especializadas na formação de professores do ensino fundamental.

## Departamentos de graduação
- Departamento de Educação Ética
- Departamento de Educação da Língua Coreana
- Departamento de Educação de Estudos Sociais
- Departamento de Educação em Matemática
- Departamento de Educação em Ciências
- Departamento de Educação em Artes Práticas
- Departamento de Educação Física
- Departamento de Educação em Música
- Departamento de Educação de Belas Artes
- Departamento de Educação da Língua Inglesa
- Departamento de Educação Elementar
- Departamento de Educação em Computação